# Classic Brugge-De Panne 2025
Classic Brugge-De Panne 2025 var den 49:e upplagan av det belgiska cykelloppet Classic Brugge-De Panne. Tävlingen avgjordes den 26 mars 2025 med start i Brygge och målgång i De Panne. Loppet var en del av UCI World Tour 2025 och vanns av colombianske Juan Sebastián Molano från cykellaget UAE Team Emirates XRG.

## Deltagande lag
| WorldTeams (16)- Team Picnic-PostNL - XDS Astana Team - Lidl-Trek - Soudal Quick-Step - Arkéa-B&B Hotels - Team Visma \| Lease a Bike - Movistar Team - EF Education-EasyPost - Cofidis - UAE Team Emirates XRG - Intermarché-Wanty - Red Bull-BORA-hansgrohe - Team Jayco AlUla - Alpecin-Deceuninck - Groupama-FDJ - Bahrain-Victorious ProTeams (8)- Wagner Bazin WB - Unibet Tietema Rockets - Israel-Premier Tech - Lotto - Uno-X Mobility - Team Flanders-Baloise - Team TotalEnergies - Tudor Pro Cycling Team |
| |

## Resultat
| \| Totaltävlingen \| Totaltävlingen \| Totaltävlingen \| Totaltävlingen \| Totaltävlingen \| \| Cyklist \| Cyklist \| Lag \| Tid \| \| \| -------------- \| --------------------- \| ----------------------- \| -------------- \| -------------- \| \| 1. \| Juan Sebastián Molano \| UAE Team Emirates XRG \| 4t 07' 23" \| \| \| 2. \| Jonathan Milan \| Lidl-Trek \| + 0" \| \| \| 3. \| Madis Mihkels \| EF Education-EasyPost \| + 0" \| \| \| 4. \| Phil Bauhaus \| Bahrain Victorious \| + 0" \| \| \| 5. \| Erlend Blikra \| Uno-X Mobility \| + 0" \| \| \| 6. \| Max Kanter \| XDS Astana Team \| + 0" \| \| \| 7. \| Alexis Renard \| Cofidis \| + 0" \| \| \| 8. \| Laurenz Rex \| Intermarché-Wanty \| + 0" \| \| \| 9. \| Dylan Groenewegen \| Team Jayco AlUla \| + 0" \| \| \| 10. \| Sam Welsford \| Red Bull-Bora-Hansgrohe \| + 0" \| \| |                       |                         |            |
| |                       |                         |            |
| Källa: ProCyclingStats |                       |                         |            |
| Totaltävlingen |                       |                         |            |
| Cyklist | Cyklist               | Lag                     | Tid        |
| 1. | Juan Sebastián Molano | UAE Team Emirates XRG   | 4t 07' 23" |
| 2. | Jonathan Milan        | Lidl-Trek               | + 0"       |
| 3. | Madis Mihkels         | EF Education-EasyPost   | + 0"       |
| 4. | Phil Bauhaus          | Bahrain Victorious      | + 0"       |
| 5. | Erlend Blikra         | Uno-X Mobility          | + 0"       |
| 6. | Max Kanter            | XDS Astana Team         | + 0"       |
| 7. | Alexis Renard         | Cofidis                 | + 0"       |
| 8. | Laurenz Rex           | Intermarché-Wanty       | + 0"       |
| 9. | Dylan Groenewegen     | Team Jayco AlUla        | + 0"       |
| 10. | Sam Welsford          | Red Bull-Bora-Hansgrohe | + 0"       |

## Startlista
| Alpecin-Deceuninck ADC | Alpecin-Deceuninck ADC      | Alpecin-Deceuninck ADC |
| ---------------------- | --------------------------- | ---------------------- |
| #                      | Cyklist                     | Placering              |
| 1                      | Jasper Philipsen (BEL)      | 47.                    |
| 2                      | Sam Gaze (NZL)              | 107.                   |
| 3                      | Robbe Ghys (BEL)            | 132.                   |
| 4                      | Juri Hollmann (GER)         | 153.                   |
| 5                      | Timo Kielich (BEL)          | 128.                   |
| 6                      | Jonas Rickaert (BEL)        | 20.                    |
| 7                      | Fabio Van den Bossche (BEL) | 14.                    |

| Team Visma \| Lease a Bike TVL | Team Visma \| Lease a Bike TVL | Team Visma \| Lease a Bike TVL |
| ------------------------------ | ------------------------------ | ------------------------------ |
| #                              | Cyklist                        | Placering                      |
| 11                             | Olav Kooij (NED)               | 140.                           |
| 12                             | Niklas Behrens (GER)           | DNF                            |
| 13                             | Victor Campenaerts (BEL)       | DNF                            |
| 14                             | Daniel McLay (GBR)             | 123.                           |
| 15                             | Loe van Belle (NED)            | 33.                            |
| 16                             | Tosh Van der Sande (BEL)       | 118.                           |
| 17                             | Julien Vermote (BEL)           | 101.                           |

| Soudal Quick-Step SOQ | Soudal Quick-Step SOQ        | Soudal Quick-Step SOQ |
| --------------------- | ---------------------------- | --------------------- |
| #                     | Cyklist                      | Placering             |
| 21                    | Tim Merlier (BEL) (landsväg) | DNF                   |
| 22                    | Ayco Bastiaens (BEL)         | 122.                  |
| 23                    | Yves Lampaert (BEL)          | 119.                  |
| 24                    | Luke Lamperti (USA)          | 15.                   |
| 25                    | Bert Van Lerberghe (BEL)     | 74.                   |
| 26                    | Warre Vangheluwe (BEL)       | 117.                  |
| 27                    | Josef Černý (CZE)            | 110.                  |

| Lidl-Trek LTK | Lidl-Trek LTK             | Lidl-Trek LTK |
| ------------- | ------------------------- | ------------- |
| #             | Cyklist                   | Placering     |
| 31            | Jonathan Milan (ITA)      | 2.            |
| 32            | Simone Consonni (ITA)     | 18.           |
| 33            | Tim Declercq (BEL)        | 94.           |
| 34            | Alex Kirsch (LUX)         | DNF           |
| 35            | Jacopo Mosca (ITA)        | 120.          |
| 36            | Tim Torn Teutenberg (GER) | 121.          |
| 37            | Edward Theuns (BEL)       | 125.          |

| Intermarché-Wanty IWA | Intermarché-Wanty IWA                | Intermarché-Wanty IWA |
| --------------------- | ------------------------------------ | --------------------- |
| #                     | Cyklist                              | Placering             |
| 41                    | Adrien Petit (FRA)                   | 147.                  |
| 42                    | Huub Artz (NED)                      | DNF                   |
| 43                    | Laurenz Rex (BEL)                    | 8.                    |
| 44                    | Gerben Thijssen (BEL)                | 145.                  |
| 45                    | Taco van der Hoorn (NED)             | DNS                   |
| 46                    | Gijs Van Hoecke (BEL)                | 34.                   |
| 47                    | Roel Daan van Sintmaartensdijk (NED) | 36.                   |

| Red Bull-Bora-Hansgrohe RBH | Red Bull-Bora-Hansgrohe RBH | Red Bull-Bora-Hansgrohe RBH |
| --------------------------- | --------------------------- | --------------------------- |
| #                           | Cyklist                     | Placering                   |
| 51                          | Sam Welsford (AUS)          | 10.                         |
| 52                          | Filip Maciejuk (POL)        | 89.                         |
| 53                          | Gianni Moscon (ITA)         | 111.                        |
| 54                          | Ryan Mullen (IRL)           | 77.                         |
| 55                          | Mick van Dijke (NED)        | DNF                         |
| 56                          | Oier Lazkano (ESP)          | 112.                        |
| 57                          | Danny van Poppel (NED)      | 17.                         |

| UAE Team Emirates XRG UAD | UAE Team Emirates XRG UAD   | UAE Team Emirates XRG UAD |
| ------------------------- | --------------------------- | ------------------------- |
| #                         | Cyklist                     | Placering                 |
| 61                        | Florian Vermeersch (BEL)    | 45.                       |
| 62                        | Vegard Stake Laengen (NOR)  | 79.                       |
| 63                        | Mikkel Bjerg (DEN)          | 46.                       |
| 64                        | Filippo Baroncini (ITA)     | 32.                       |
| 65                        | Rune Herregodts (BEL)       | DNF                       |
| 66                        | Juan Sebastián Molano (COL) | 1.                        |
| 67                        | António Morgado (POR)       | 84.                       |

| Movistar Team MOV | Movistar Team MOV         | Movistar Team MOV |
| ----------------- | ------------------------- | ----------------- |
| #                 | Cyklist                   | Placering         |
| 71                | Mathias Norsgaard (DEN)   | 61.               |
| 72                | Orluis Aular (VEN)        | 23.               |
| 73                | Manlio Moro (ITA)         | 62.               |
| 74                | Gonzalo Serrano (ESP)     | 83.               |
| 75                | Davide Cimolai (ITA)      | 97.               |
| 76                | Iván García Cortina (ESP) | 82.               |
| 77                | Lorenzo Milesi (ITA)      | 53.               |

| EF Education-EasyPost EFE | EF Education-EasyPost EFE | EF Education-EasyPost EFE |
| ------------------------- | ------------------------- | ------------------------- |
| #                         | Cyklist                   | Placering                 |
| 81                        | Vincenzo Albanese (ITA)   | 105.                      |
| 82                        | Owain Doull (GBR)         | 31.                       |
| 83                        | Madis Mihkels (EST)       | 3.                        |
| 84                        | Jack Rootkin-Gray (GBR)   | 106.                      |
| 85                        | Harry Sweeny (AUS)        | 75.                       |
| 86                        | Yuhi Todome (JPN)         | DNF                       |
| 87                        | Max Walker (GBR)          | 108.                      |

| Groupama-FDJ GFC | Groupama-FDJ GFC       | Groupama-FDJ GFC |
| ---------------- | ---------------------- | ---------------- |
| #                | Cyklist                | Placering        |
| 91               | Cyril Barthe (FRA)     | 65.              |
| 92               | Clément Davy (FRA)     | 142.             |
| 93               | Johan Jacobs (SUI)     | 26.              |
| 94               | Clément Russo (FRA)    | 19.              |
| 95               | Eddy Le Huitouze (FRA) | 130.             |
| 96               | Paul Penhoët (FRA)     | 141.             |
| 97               | Matt Walls (GBR)       | 41.              |

| Bahrain Victorious TBV | Bahrain Victorious TBV    | Bahrain Victorious TBV |
| ---------------------- | ------------------------- | ---------------------- |
| #                      | Cyklist                   | Placering              |
| 101                    | Phil Bauhaus (GER)        | 4.                     |
| 102                    | Alberto Bruttomesso (ITA) | 39.                    |
| 103                    | Žak Eržen (SLO)           | 50.                    |
| 104                    | Vlad Van Mechelen (BEL)   | 135.                   |
| 105                    | Daniel Skerl (ITA)        | 90.                    |
| 106                    | Roman Ermakov (RUS)       | 54.                    |
| 107                    | Nikias Arndt (GER)        | DNF                    |

| Team Jayco AlUla JAY | Team Jayco AlUla JAY               | Team Jayco AlUla JAY |
| -------------------- | ---------------------------------- | -------------------- |
| #                    | Cyklist                            | Placering            |
| 111                  | Dylan Groenewegen (NED) (landsväg) | 9.                   |
| 112                  | Robert Donaldson (GBR)             | 71.                  |
| 113                  | Kelland O'Brien (AUS)              | DNF                  |
| 114                  | Elmar Reinders (NED)               | 72.                  |
| 115                  | Max Walscheid (GER)                | 78.                  |
| 116                  | Patrick Gamper (AUT)               | 85.                  |
| 117                  | Jelte Krijnsen (NED)               | 99.                  |

| Team Picnic-PostNL TPP | Team Picnic-PostNL TPP     | Team Picnic-PostNL TPP |
| ---------------------- | -------------------------- | ---------------------- |
| #                      | Cyklist                    | Placering              |
| 121                    | Fabio Jakobsen (NED)       | DNF                    |
| 122                    | Tobias Lund Andresen (DEN) | 21.                    |
| 123                    | Enzo Leijnse (NED)         | 113.                   |
| 124                    | Niklas Märkl (GER)         | 38.                    |
| 125                    | Julius van den Berg (NED)  | 92.                    |
| 126                    | Casper van Uden (NED)      | 37.                    |
| 127                    | Bram Welten (NED)          | 114.                   |

| Arkéa-B&B Hotels ARK | Arkéa-B&B Hotels ARK  | Arkéa-B&B Hotels ARK |
| -------------------- | --------------------- | -------------------- |
| #                    | Cyklist               | Placering            |
| 131                  | Arnaud Démare (FRA)   | 146.                 |
| 132                  | Donavan Grondin (FRA) | DNF                  |
| 133                  | Léandre Lozouet (FRA) | 68.                  |
| 134                  | Luca Mozzato (ITA)    | 11.                  |
| 135                  | Miles Scotson (AUS)   | 91.                  |
| 136                  | Giosuè Epis (ITA)     | 30.                  |
| 137                  | Pierre Thierry (FRA)  | 48.                  |

| Cofidis COF | Cofidis COF             | Cofidis COF |
| ----------- | ----------------------- | ----------- |
| #           | Cyklist                 | Placering   |
| 141         | Milan Fretin (BEL)      | 150.        |
| 142         | Piet Allegaert (BEL)    | 151.        |
| 143         | Clément Izquierdo (FRA) | 96.         |
| 144         | Oliver Knight (GBR)     | 137.        |
| 145         | Alexis Renard (FRA)     | 7.          |
| 146         | Ludovic Robeet (BEL)    | 80.         |
| 147         | Damien Touzé (FRA)      | 149.        |

| XDS Astana Team XAT | XDS Astana Team XAT     | XDS Astana Team XAT |
| ------------------- | ----------------------- | ------------------- |
| #                   | Cyklist                 | Placering           |
| 151                 | Davide Ballerini (ITA)  | 25.                 |
| 152                 | Michele Gazzoli (ITA)   | 67.                 |
| 153                 | Yevgeniy Fedorov (KAZ)  | 16.                 |
| 154                 | Davide Toneatti (ITA)   | 57.                 |
| 155                 | Max Kanter (GER)        | 6.                  |
| 156                 | Matteo Malucelli (ITA)  | 133.                |
| 157                 | Alessandro Romele (ITA) | 66.                 |

| Israel-Premier Tech IPT | Israel-Premier Tech IPT   | Israel-Premier Tech IPT |
| ----------------------- | ------------------------- | ----------------------- |
| #                       | Cyklist                   | Placering               |
| 161                     | Riley Pickrell (CAN)      | 12.                     |
| 162                     | Guillaume Boivin (CAN)    | 73.                     |
| 163                     | Pier-André Côté (CAN)     | 52.                     |
| 164                     | Hugo Hofstetter (FRA)     | 64.                     |
| 165                     | Nadav Raisberg (ISR)      | 51.                     |
| 166                     | Michael Schwarzmann (GER) | 63.                     |
| 167                     | Tom Van Asbroeck (BEL)    | 29.                     |

| Lotto LOT | Lotto LOT                      | Lotto LOT |
| --------- | ------------------------------ | --------- |
| #         | Cyklist                        | Placering |
| 171       | Arnaud De Lie (BEL) (landsväg) | 126.      |
| 172       | Jasper De Buyst (BEL)          | 143.      |
| 173       | Joshua Giddings (GBR)          | 102.      |
| 174       | Lionel Taminiaux (BEL)         | 127.      |
| 175       | Steffen De Schuyteneer (BEL)   | 28.       |
| 176       | Baptiste Veistroffer (FRA)     | 59.       |
| 177       | Elia Viviani (ITA)             | 42.       |

| Uno-X Mobility UXM | Uno-X Mobility UXM            | Uno-X Mobility UXM |
| ------------------ | ----------------------------- | ------------------ |
| #                  | Cyklist                       | Placering          |
| 181                | Alexander Kristoff (NOR)      | 131.               |
| 182                | Erlend Blikra (NOR)           | 5.                 |
| 183                | Stian Fredheim (NOR)          | 116.               |
| 184                | Jonas Iversby Hvideberg (NOR) | 81.                |
| 185                | Erik Nordsæter Resell (NOR)   | 27.                |
| 186                | Søren Wærenskjold (NOR)       | 58.                |
| 187                | Rasmus Bøgh Wallin (DEN)      | 40.                |

| Team Flanders-Baloise TFB | Team Flanders-Baloise TFB | Team Flanders-Baloise TFB |
| ------------------------- | ------------------------- | ------------------------- |
| #                         | Cyklist                   | Placering                 |
| 191                       | Tom Crabbe (BEL)          | 56.                       |
| 192                       | Lindsay De Vylder (BEL)   | DNF                       |
| 193                       | Victor Vercouillie (BEL)  | 100.                      |
| 194                       | Tuur Dens (BEL)           | 124.                      |
| 195                       | Vince Gerits (BEL)        | 55.                       |
| 196                       | Jules Hesters (BEL)       | 129.                      |
| 197                       | Noah Vandenbranden (BEL)  | DNF                       |

| Team TotalEnergies TEN | Team TotalEnergies TEN  | Team TotalEnergies TEN |
| ---------------------- | ----------------------- | ---------------------- |
| #                      | Cyklist                 | Placering              |
| 201                    | Lucas Boniface (FRA)    | 87.                    |
| 202                    | Rayan Boulahoite (FRA)  | 88.                    |
| 203                    | Florian Dauphin (FRA)   | 35.                    |
| 204                    | Émilien Jeannière (FRA) | 22.                    |
| 205                    | Lorrenzo Manzin (FRA)   | 24.                    |
| 206                    | Nicola Marcerou (FRA)   | 86.                    |
| 207                    | Geoffrey Soupe (FRA)    | 76.                    |

| Wagner Bazin WB WB2 | Wagner Bazin WB WB2         | Wagner Bazin WB WB2 |
| ------------------- | --------------------------- | ------------------- |
| #                   | Cyklist                     | Placering           |
| 211                 | Pierre Barbier (FRA)        | 136.                |
| 212                 | Ceriel Desal (BEL)          | 49.                 |
| 213                 | Michiel Lambrecht (BEL)     | 60.                 |
| 214                 | Henri-François Haquin (FRA) | 43.                 |
| 215                 | Jens Reynders (BEL)         | 44.                 |
| 216                 | Kenneth Van Rooy (BEL)      | 148.                |
| 217                 | Sasha Weemaes (BEL)         | 144.                |

| Tudor Pro Cycling Team TUD | Tudor Pro Cycling Team TUD     | Tudor Pro Cycling Team TUD |
| -------------------------- | ------------------------------ | -------------------------- |
| #                          | Cyklist                        | Placering                  |
| 221                        | Alberto Dainese (ITA)          | 134.                       |
| 222                        | Robin Froidevaux (SUI)         | 139.                       |
| 223                        | Miká Heming (GER)              | 95.                        |
| 224                        | Arthur Kluckers (LUX)          | 98.                        |
| 225                        | Sebastian Kolze Changizi (DEN) | 138.                       |
| 226                        | Aivaras Mikutis (LTU)          | 93.                        |
| 227                        | Maikel Zijlaard (NED)          | 152.                       |

| Unibet Tietema Rockets RKT | Unibet Tietema Rockets RKT   | Unibet Tietema Rockets RKT |
| -------------------------- | ---------------------------- | -------------------------- |
| #                          | Cyklist                      | Placering                  |
| 231                        | Joren Bloem (NED)            | 103.                       |
| 232                        | Davide Bomboi (BEL)          | 13.                        |
| 233                        | Jelle Johannink (NED)        | 69.                        |
| 234                        | Hartthijs de Vries (NED)     | 70.                        |
| 235                        | Tomáš Kopecký (CZE)          | 115.                       |
| 236                        | Lukáš Kubiš (SVK) (landsväg) | 109.                       |
| 237                        | Abram Stockman (BEL)         | 104.                       |

| Alpecin-Deceuninck ADC | Alpecin-Deceuninck ADC      | Alpecin-Deceuninck ADC |
| ---------------------- | --------------------------- | ---------------------- |
| #                      | Cyklist                     | Placering              |
| 1                      | Jasper Philipsen (BEL)      | 47.                    |
| 2                      | Sam Gaze (NZL)              | 107.                   |
| 3                      | Robbe Ghys (BEL)            | 132.                   |
| 4                      | Juri Hollmann (GER)         | 153.                   |
| 5                      | Timo Kielich (BEL)          | 128.                   |
| 6                      | Jonas Rickaert (BEL)        | 20.                    |
| 7                      | Fabio Van den Bossche (BEL) | 14.                    |

| Team Visma \| Lease a Bike TVL | Team Visma \| Lease a Bike TVL | Team Visma \| Lease a Bike TVL |
| ------------------------------ | ------------------------------ | ------------------------------ |
| #                              | Cyklist                        | Placering                      |
| 11                             | Olav Kooij (NED)               | 140.                           |
| 12                             | Niklas Behrens (GER)           | DNF                            |
| 13                             | Victor Campenaerts (BEL)       | DNF                            |
| 14                             | Daniel McLay (GBR)             | 123.                           |
| 15                             | Loe van Belle (NED)            | 33.                            |
| 16                             | Tosh Van der Sande (BEL)       | 118.                           |
| 17                             | Julien Vermote (BEL)           | 101.                           |

| Soudal Quick-Step SOQ | Soudal Quick-Step SOQ        | Soudal Quick-Step SOQ |
| --------------------- | ---------------------------- | --------------------- |
| #                     | Cyklist                      | Placering             |
| 21                    | Tim Merlier (BEL) (landsväg) | DNF                   |
| 22                    | Ayco Bastiaens (BEL)         | 122.                  |
| 23                    | Yves Lampaert (BEL)          | 119.                  |
| 24                    | Luke Lamperti (USA)          | 15.                   |
| 25                    | Bert Van Lerberghe (BEL)     | 74.                   |
| 26                    | Warre Vangheluwe (BEL)       | 117.                  |
| 27                    | Josef Černý (CZE)            | 110.                  |

| Lidl-Trek LTK | Lidl-Trek LTK             | Lidl-Trek LTK |
| ------------- | ------------------------- | ------------- |
| #             | Cyklist                   | Placering     |
| 31            | Jonathan Milan (ITA)      | 2.            |
| 32            | Simone Consonni (ITA)     | 18.           |
| 33            | Tim Declercq (BEL)        | 94.           |
| 34            | Alex Kirsch (LUX)         | DNF           |
| 35            | Jacopo Mosca (ITA)        | 120.          |
| 36            | Tim Torn Teutenberg (GER) | 121.          |
| 37            | Edward Theuns (BEL)       | 125.          |

| Intermarché-Wanty IWA | Intermarché-Wanty IWA                | Intermarché-Wanty IWA |
| --------------------- | ------------------------------------ | --------------------- |
| #                     | Cyklist                              | Placering             |
| 41                    | Adrien Petit (FRA)                   | 147.                  |
| 42                    | Huub Artz (NED)                      | DNF                   |
| 43                    | Laurenz Rex (BEL)                    | 8.                    |
| 44                    | Gerben Thijssen (BEL)                | 145.                  |
| 45                    | Taco van der Hoorn (NED)             | DNS                   |
| 46                    | Gijs Van Hoecke (BEL)                | 34.                   |
| 47                    | Roel Daan van Sintmaartensdijk (NED) | 36.                   |

| Red Bull-Bora-Hansgrohe RBH | Red Bull-Bora-Hansgrohe RBH | Red Bull-Bora-Hansgrohe RBH |
| --------------------------- | --------------------------- | --------------------------- |
| #                           | Cyklist                     | Placering                   |
| 51                          | Sam Welsford (AUS)          | 10.                         |
| 52                          | Filip Maciejuk (POL)        | 89.                         |
| 53                          | Gianni Moscon (ITA)         | 111.                        |
| 54                          | Ryan Mullen (IRL)           | 77.                         |
| 55                          | Mick van Dijke (NED)        | DNF                         |
| 56                          | Oier Lazkano (ESP)          | 112.                        |
| 57                          | Danny van Poppel (NED)      | 17.                         |

| UAE Team Emirates XRG UAD | UAE Team Emirates XRG UAD   | UAE Team Emirates XRG UAD |
| ------------------------- | --------------------------- | ------------------------- |
| #                         | Cyklist                     | Placering                 |
| 61                        | Florian Vermeersch (BEL)    | 45.                       |
| 62                        | Vegard Stake Laengen (NOR)  | 79.                       |
| 63                        | Mikkel Bjerg (DEN)          | 46.                       |
| 64                        | Filippo Baroncini (ITA)     | 32.                       |
| 65                        | Rune Herregodts (BEL)       | DNF                       |
| 66                        | Juan Sebastián Molano (COL) | 1.                        |
| 67                        | António Morgado (POR)       | 84.                       |

| Movistar Team MOV | Movistar Team MOV         | Movistar Team MOV |
| ----------------- | ------------------------- | ----------------- |
| #                 | Cyklist                   | Placering         |
| 71                | Mathias Norsgaard (DEN)   | 61.               |
| 72                | Orluis Aular (VEN)        | 23.               |
| 73                | Manlio Moro (ITA)         | 62.               |
| 74                | Gonzalo Serrano (ESP)     | 83.               |
| 75                | Davide Cimolai (ITA)      | 97.               |
| 76                | Iván García Cortina (ESP) | 82.               |
| 77                | Lorenzo Milesi (ITA)      | 53.               |

| EF Education-EasyPost EFE | EF Education-EasyPost EFE | EF Education-EasyPost EFE |
| ------------------------- | ------------------------- | ------------------------- |
| #                         | Cyklist                   | Placering                 |
| 81                        | Vincenzo Albanese (ITA)   | 105.                      |
| 82                        | Owain Doull (GBR)         | 31.                       |
| 83                        | Madis Mihkels (EST)       | 3.                        |
| 84                        | Jack Rootkin-Gray (GBR)   | 106.                      |
| 85                        | Harry Sweeny (AUS)        | 75.                       |
| 86                        | Yuhi Todome (JPN)         | DNF                       |
| 87                        | Max Walker (GBR)          | 108.                      |

| Groupama-FDJ GFC | Groupama-FDJ GFC       | Groupama-FDJ GFC |
| ---------------- | ---------------------- | ---------------- |
| #                | Cyklist                | Placering        |
| 91               | Cyril Barthe (FRA)     | 65.              |
| 92               | Clément Davy (FRA)     | 142.             |
| 93               | Johan Jacobs (SUI)     | 26.              |
| 94               | Clément Russo (FRA)    | 19.              |
| 95               | Eddy Le Huitouze (FRA) | 130.             |
| 96               | Paul Penhoët (FRA)     | 141.             |
| 97               | Matt Walls (GBR)       | 41.              |

| Bahrain Victorious TBV | Bahrain Victorious TBV    | Bahrain Victorious TBV |
| ---------------------- | ------------------------- | ---------------------- |
| #                      | Cyklist                   | Placering              |
| 101                    | Phil Bauhaus (GER)        | 4.                     |
| 102                    | Alberto Bruttomesso (ITA) | 39.                    |
| 103                    | Žak Eržen (SLO)           | 50.                    |
| 104                    | Vlad Van Mechelen (BEL)   | 135.                   |
| 105                    | Daniel Skerl (ITA)        | 90.                    |
| 106                    | Roman Ermakov (RUS)       | 54.                    |
| 107                    | Nikias Arndt (GER)        | DNF                    |

| Team Jayco AlUla JAY | Team Jayco AlUla JAY               | Team Jayco AlUla JAY |
| -------------------- | ---------------------------------- | -------------------- |
| #                    | Cyklist                            | Placering            |
| 111                  | Dylan Groenewegen (NED) (landsväg) | 9.                   |
| 112                  | Robert Donaldson (GBR)             | 71.                  |
| 113                  | Kelland O'Brien (AUS)              | DNF                  |
| 114                  | Elmar Reinders (NED)               | 72.                  |
| 115                  | Max Walscheid (GER)                | 78.                  |
| 116                  | Patrick Gamper (AUT)               | 85.                  |
| 117                  | Jelte Krijnsen (NED)               | 99.                  |

| Team Picnic-PostNL TPP | Team Picnic-PostNL TPP     | Team Picnic-PostNL TPP |
| ---------------------- | -------------------------- | ---------------------- |
| #                      | Cyklist                    | Placering              |
| 121                    | Fabio Jakobsen (NED)       | DNF                    |
| 122                    | Tobias Lund Andresen (DEN) | 21.                    |
| 123                    | Enzo Leijnse (NED)         | 113.                   |
| 124                    | Niklas Märkl (GER)         | 38.                    |
| 125                    | Julius van den Berg (NED)  | 92.                    |
| 126                    | Casper van Uden (NED)      | 37.                    |
| 127                    | Bram Welten (NED)          | 114.                   |

| Arkéa-B&B Hotels ARK | Arkéa-B&B Hotels ARK  | Arkéa-B&B Hotels ARK |
| -------------------- | --------------------- | -------------------- |
| #                    | Cyklist               | Placering            |
| 131                  | Arnaud Démare (FRA)   | 146.                 |
| 132                  | Donavan Grondin (FRA) | DNF                  |
| 133                  | Léandre Lozouet (FRA) | 68.                  |
| 134                  | Luca Mozzato (ITA)    | 11.                  |
| 135                  | Miles Scotson (AUS)   | 91.                  |
| 136                  | Giosuè Epis (ITA)     | 30.                  |
| 137                  | Pierre Thierry (FRA)  | 48.                  |

| Cofidis COF | Cofidis COF             | Cofidis COF |
| ----------- | ----------------------- | ----------- |
| #           | Cyklist                 | Placering   |
| 141         | Milan Fretin (BEL)      | 150.        |
| 142         | Piet Allegaert (BEL)    | 151.        |
| 143         | Clément Izquierdo (FRA) | 96.         |
| 144         | Oliver Knight (GBR)     | 137.        |
| 145         | Alexis Renard (FRA)     | 7.          |
| 146         | Ludovic Robeet (BEL)    | 80.         |
| 147         | Damien Touzé (FRA)      | 149.        |

| XDS Astana Team XAT | XDS Astana Team XAT     | XDS Astana Team XAT |
| ------------------- | ----------------------- | ------------------- |
| #                   | Cyklist                 | Placering           |
| 151                 | Davide Ballerini (ITA)  | 25.                 |
| 152                 | Michele Gazzoli (ITA)   | 67.                 |
| 153                 | Yevgeniy Fedorov (KAZ)  | 16.                 |
| 154                 | Davide Toneatti (ITA)   | 57.                 |
| 155                 | Max Kanter (GER)        | 6.                  |
| 156                 | Matteo Malucelli (ITA)  | 133.                |
| 157                 | Alessandro Romele (ITA) | 66.                 |

| Israel-Premier Tech IPT | Israel-Premier Tech IPT   | Israel-Premier Tech IPT |
| ----------------------- | ------------------------- | ----------------------- |
| #                       | Cyklist                   | Placering               |
| 161                     | Riley Pickrell (CAN)      | 12.                     |
| 162                     | Guillaume Boivin (CAN)    | 73.                     |
| 163                     | Pier-André Côté (CAN)     | 52.                     |
| 164                     | Hugo Hofstetter (FRA)     | 64.                     |
| 165                     | Nadav Raisberg (ISR)      | 51.                     |
| 166                     | Michael Schwarzmann (GER) | 63.                     |
| 167                     | Tom Van Asbroeck (BEL)    | 29.                     |

| Lotto LOT | Lotto LOT                      | Lotto LOT |
| --------- | ------------------------------ | --------- |
| #         | Cyklist                        | Placering |
| 171       | Arnaud De Lie (BEL) (landsväg) | 126.      |
| 172       | Jasper De Buyst (BEL)          | 143.      |
| 173       | Joshua Giddings (GBR)          | 102.      |
| 174       | Lionel Taminiaux (BEL)         | 127.      |
| 175       | Steffen De Schuyteneer (BEL)   | 28.       |
| 176       | Baptiste Veistroffer (FRA)     | 59.       |
| 177       | Elia Viviani (ITA)             | 42.       |

| Uno-X Mobility UXM | Uno-X Mobility UXM            | Uno-X Mobility UXM |
| ------------------ | ----------------------------- | ------------------ |
| #                  | Cyklist                       | Placering          |
| 181                | Alexander Kristoff (NOR)      | 131.               |
| 182                | Erlend Blikra (NOR)           | 5.                 |
| 183                | Stian Fredheim (NOR)          | 116.               |
| 184                | Jonas Iversby Hvideberg (NOR) | 81.                |
| 185                | Erik Nordsæter Resell (NOR)   | 27.                |
| 186                | Søren Wærenskjold (NOR)       | 58.                |
| 187                | Rasmus Bøgh Wallin (DEN)      | 40.                |

| Team Flanders-Baloise TFB | Team Flanders-Baloise TFB | Team Flanders-Baloise TFB |
| ------------------------- | ------------------------- | ------------------------- |
| #                         | Cyklist                   | Placering                 |
| 191                       | Tom Crabbe (BEL)          | 56.                       |
| 192                       | Lindsay De Vylder (BEL)   | DNF                       |
| 193                       | Victor Vercouillie (BEL)  | 100.                      |
| 194                       | Tuur Dens (BEL)           | 124.                      |
| 195                       | Vince Gerits (BEL)        | 55.                       |
| 196                       | Jules Hesters (BEL)       | 129.                      |
| 197                       | Noah Vandenbranden (BEL)  | DNF                       |

| Team TotalEnergies TEN | Team TotalEnergies TEN  | Team TotalEnergies TEN |
| ---------------------- | ----------------------- | ---------------------- |
| #                      | Cyklist                 | Placering              |
| 201                    | Lucas Boniface (FRA)    | 87.                    |
| 202                    | Rayan Boulahoite (FRA)  | 88.                    |
| 203                    | Florian Dauphin (FRA)   | 35.                    |
| 204                    | Émilien Jeannière (FRA) | 22.                    |
| 205                    | Lorrenzo Manzin (FRA)   | 24.                    |
| 206                    | Nicola Marcerou (FRA)   | 86.                    |
| 207                    | Geoffrey Soupe (FRA)    | 76.                    |

| Wagner Bazin WB WB2 | Wagner Bazin WB WB2         | Wagner Bazin WB WB2 |
| ------------------- | --------------------------- | ------------------- |
| #                   | Cyklist                     | Placering           |
| 211                 | Pierre Barbier (FRA)        | 136.                |
| 212                 | Ceriel Desal (BEL)          | 49.                 |
| 213                 | Michiel Lambrecht (BEL)     | 60.                 |
| 214                 | Henri-François Haquin (FRA) | 43.                 |
| 215                 | Jens Reynders (BEL)         | 44.                 |
| 216                 | Kenneth Van Rooy (BEL)      | 148.                |
| 217                 | Sasha Weemaes (BEL)         | 144.                |

| Tudor Pro Cycling Team TUD | Tudor Pro Cycling Team TUD     | Tudor Pro Cycling Team TUD |
| -------------------------- | ------------------------------ | -------------------------- |
| #                          | Cyklist                        | Placering                  |
| 221                        | Alberto Dainese (ITA)          | 134.                       |
| 222                        | Robin Froidevaux (SUI)         | 139.                       |
| 223                        | Miká Heming (GER)              | 95.                        |
| 224                        | Arthur Kluckers (LUX)          | 98.                        |
| 225                        | Sebastian Kolze Changizi (DEN) | 138.                       |
| 226                        | Aivaras Mikutis (LTU)          | 93.                        |
| 227                        | Maikel Zijlaard (NED)          | 152.                       |

| Unibet Tietema Rockets RKT | Unibet Tietema Rockets RKT   | Unibet Tietema Rockets RKT |
| -------------------------- | ---------------------------- | -------------------------- |
| #                          | Cyklist                      | Placering                  |
| 231                        | Joren Bloem (NED)            | 103.                       |
| 232                        | Davide Bomboi (BEL)          | 13.                        |
| 233                        | Jelle Johannink (NED)        | 69.                        |
| 234                        | Hartthijs de Vries (NED)     | 70.                        |
| 235                        | Tomáš Kopecký (CZE)          | 115.                       |
| 236                        | Lukáš Kubiš (SVK) (landsväg) | 109.                       |
| 237                        | Abram Stockman (BEL)         | 104.                       |

Förklaringar
DNF = Fullföljde inte, OTL = Utanför tidsgränsen, DNS = Startade inte, DSQ = Diskvalificerad